# Бережанська бучина
Бережа́нська бучи́на — ботанічна пам'ятка природи місцевого значення в Україні. Розташована на захід від села Куряни Тернопільського району Тернопільської області, у межах лісового урочища «Куряни». 
Площа — 21 га. Оголошена об'єктом природно-заповідного фонду рішенням Тернопільської обласної ради від 26 грудня 1983 року № 496. Перебуває у віданні державного лісомисливського господарського об'єднання «Тернопільліс» (Бережанське лісництво, кв. 60, вид. 9). 
Під охороною — високопродуктивне букове насадження 1-го бонітету віком 90 років.